# Ronde van Italië 1991
| Eindklassement       |                          |              |
| Algemeen klassement  | Franco Chioccioli        | 99h 35' 43"  |
| Tweede               | Claudio Chiappucci       | + 3' 48"     |
| Derde                | Massimiliano Lelli       | + 6' 56"     |
| Vierde               | Gianni Bugno             | + 7' 49"     |
| Vijfde               | Marino Lejarreta         | + 10' 23"    |
| Zesde                | Eric Boyer               | + 11' 09"    |
| Zevende              | Leonardo Sierra          | + 11' 56"    |
| Achtste              | Marco Giovannetti        | + 13' 09"    |
| Negende              | Zenon Jaskuła            | + 18' 22"    |
| Tiende               | Eduardo Chozas           | + 23' 42"    |
| (Ned)                | Luc Suykerbuyk (66)      | + 2h 23' 20" |
| (Bel)                | Nico Emonds (128e)       | + 4h 18' 22" |
| Rode Lantaarn        | Endrio Leoni (133e)      | + 4h 43' 02" |
| Puntenklassement     | Claudio Chiappucci       | 283 punten   |
| Tweede               | Franco Chioccioli        | 239 punten   |
| Derde                | Mario Cipollini          | 191 punten   |
| Bergklassement       | Iñaki Gastón             | 75 punten    |
| Tweede               | Claudio Chiappucci       | 69 punten    |
| Derde                | Franco Chioccioli        | 57 punten    |
| Jongerenklassement   | Massimiliano Lelli (3e)  | 99h 42' 39"  |
| Tweede               | Leonardo Sierra (7e)     | + 5' 00"     |
| Derde                | Gianluca Bortolami (16e) | + 27' 36"    |
| Intergiro klassement | Alberto Leanizbarrutia   | -            |
| Tweede               | Claudio Chiappucci       | -            |
| Derde                | Franco Chioccioli        | -            |
| Ploegenklassement    | Carrera                  | 299h 49' 51" |
| Tweede               | ONCE                     | -            |
| Derde                | Gatorade-Château d'Ax    | -            |

In 1991 ging de 74e Ronde van Italië (Italiaans; Giro d'Italia) op 26 mei van start in Olbia. Hij eindigde op 16 juni in Milaan. Er stonden 180 renners verdeeld over 20 ploegen aan de start. Hij werd gewonnen door Franco Chioccioli.
Aantal ritten: 21

Totale afstand: 3711.7 km

Gemiddelde snelheid: 37.268 km/h

Aantal deelnemers: 180

## Belgische en Nederlandse prestaties
In totaal namen er 2 Belgen en 6 Nederlanders deel aan de Giro van 1991.

### Belgische etappezeges
- In 1991 was er geen Belgische etappezege.

### Nederlandse etappezeges
- In 1991 was er geen Nederlandse etappezege.

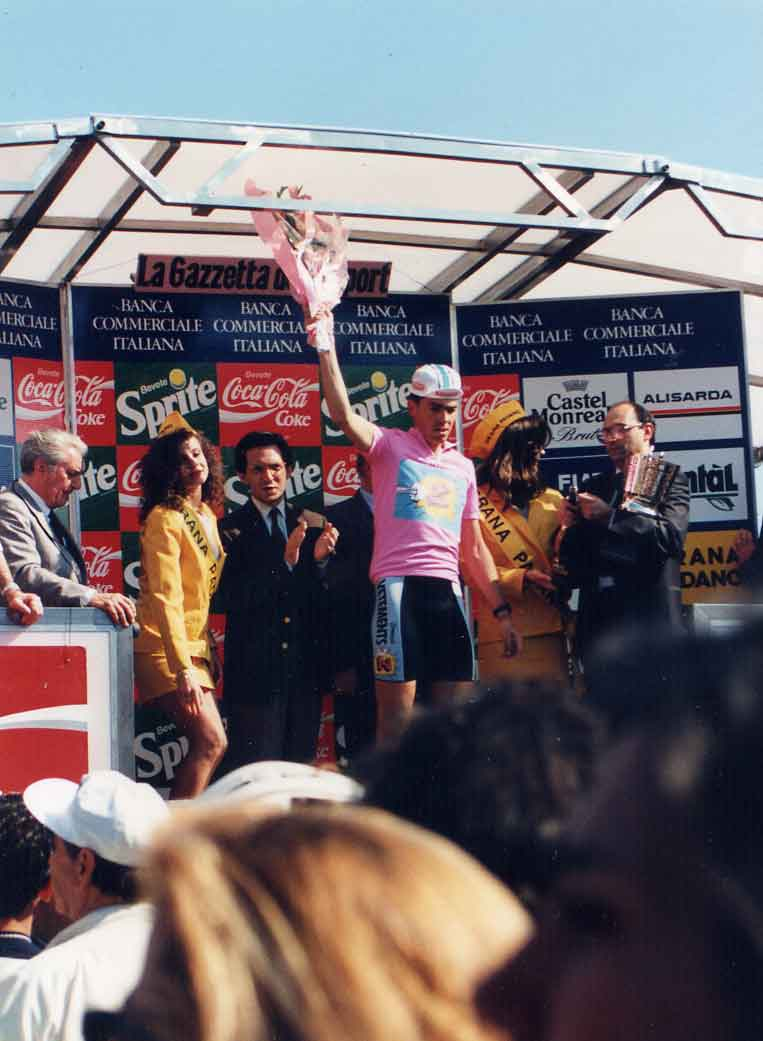
Casado viert zijn zege in de 1e etappe.

## Etappe uitslagen
| Datum                  | Etappe    | Parcours                             | Afstand | Eerste                        | Tweede                         | Derde                       | Klassementsleider       |
| ---------------------- | --------- | ------------------------------------ | ------- | ----------------------------- | ------------------------------ | --------------------------- | ----------------------- |
| 26 mei                 | etappe 1  | Olbia - Olbia                        | 193 km  | Philippe Casado (Fra)         | Didier Thueux (Fra)            | Franco Chioccioli (Ita)     | Philippe Casado (Fra)   |
| 27 mei                 | etappe 2a | Olbia - Sassari                      | 127 km  | Gianni Bugno (Ita)            | Franco Chioccioli (Ita)        | Vladimir Poelnikov (Sov)    | Franco Chioccioli (Ita) |
| 27 mei                 | etappe 2b | Sassari - Sassari (tijdrit)          | 7.7 km  | Gianluca Pierobon (Ita)       | Marino Lejarreta (Spa)         | Franco Chioccioli (Ita)     | Franco Chioccioli (Ita) |
| 28 mei                 | etappe 3  | Sassari - Cagliari                   | 231 km  | Mario Cipollini (Ita)         | Djamolidin Abdoesjaparov (Oez) | Giuseppe Citterio (Ita)     | Franco Chioccioli (Ita) |
| 29 mei was een rustdag |           |                                      |         |                               |                                |                             |                         |
| 30 mei                 | etappe 4  | Sorrento - Sorrento                  | 170 km  | Eric Boyer (Fra)              | Acácio da Silva (Por)          | Claudio Chiappucci (Ita)    | Eric Boyer (Fra)        |
| 31 mei                 | etappe 5  | Sorrento - Scanno                    | 246 km  | Marino Lejarreta (Spa)        | Franco Chioccioli (Ita)        | Claudio Chiappucci (Ita)    | Franco Chioccioli (Ita) |
| 1 juni                 | etappe 6  | Scanno - Rieti                       | 205 km  | Vladimir Poelnikov (Sov)      | Iñaki Gastón (Spa)             | Marco Giovannetti (Ita)     | Franco Chioccioli (Ita) |
| 2 juni                 | etappe 7  | Rieti - Città di Castello            | 179 km  | Mario Cipollini (Ita)         | Djamolidin Abdoesjaparov (Oez) | Casimiro Moreda (Spa)       | Franco Chioccioli (Ita) |
| 3 juni                 | etappe 8  | Città di Castello - Prato            | 163 km  | Davide Cassani (Ita)          | Mario Mantovan (Ita)           | Fabiano Fontanelli (Ita)    | Franco Chioccioli (Ita) |
| 4 juni                 | etappe 9  | Prato - Felino                       | 229 km  | Massimo Ghirotto (Ita)        | Michele Moro (Ita)             | Jean-François Bernard (Fra) | Franco Chioccioli (Ita) |
| 5 juni                 | etappe 10 | Collecchio - Langhirano (tijdrit)    | 43 km   | Gianni Bugno (Ita)            | Jean-François Bernard (Fra)    | Luca Gelfi (Ita)            | Franco Chioccioli (Ita) |
| 6 juni                 | etappe 11 | Sala Baganza - Savona                | 223 km  | Maximilian Sciandri (Ita/GBr) | Greg LeMond (Usa)              | Jacky Durand (Fra)          | Franco Chioccioli (Ita) |
| 7 juni                 | etappe 12 | Savona - Pian del Re                 | 182 km  | Massimiliano Lelli (Ita)      | Jean-François Bernard (Fra)    | Franco Chioccioli (Ita)     | Franco Chioccioli (Ita) |
| 8 juni                 | etappe 13 | Savigliano - Sestriere               | 192 km  | Eduardo Chozas (Spa)          | Claudio Chiappucci (Ita)       | Marino Lejarreta (Spa)      | Franco Chioccioli (Ita) |
| 9 juni                 | etappe 14 | Turijn - Morbegno                    | 231 km  | Franco Ballerini (Ita)        | Philippe Casado (Fra)          | Juan Martínez Oliver (Spa)  | Franco Chioccioli (Ita) |
| 10 juni                | etappe 15 | Morbegno - Aprica                    | 132 km  | Franco Chioccioli (Ita)       | Jean-François Bernard (Fra)    | Eric Boyer (Fra)            | Franco Chioccioli (Ita) |
| 11 juni                | etappe 16 | Aprica - Wolkenstein/ Selva          | 220 km  | Massimiliano Lelli (Ita)      | Gianni Bugno (Ita)             | Claudio Chiappucci (Ita)    | Franco Chioccioli (Ita) |
| 12 juni                | etappe 17 | Wolkenstein/ Selva - Passo Pordoi    | 169 km  | Franco Chioccioli (Ita)       | Claudio Chiappucci (Ita)       | Eric Boyer (Fra)            | Franco Chioccioli (Ita) |
| 13 juni                | etappe 18 | Pozza di Fassa - Castelfranco Veneto | 163 km  | Silvio Martinello (Ita)       | Stefano Allocchio (Ita)        | Ján Svorada (Slk)           | Franco Chioccioli (Ita) |
| 14 juni                | etappe 19 | Castelfranco Veneto - Brescia        | 185 km  | Gianni Bugno (Ita)            | Claudio Chiappucci (Ita)       | Massimo Ghirotto (Ita)      | Franco Chioccioli (Ita) |
| 15 juni                | etappe 20 | Broni - Casteggio (tijdrit)          | 68 km   | Franco Chioccioli (Ita)       | Gianni Bugno (Ita)             | Claudio Chiappucci (Ita)    | Franco Chioccioli (Ita) |
| 16 juni                | etappe 21 | Pavia - Milaan                       | 153 km  | Mario Cipollini (Ita)         | Djamolidin Abdoesjaparov (Oez) | Endrio Leoni (Ita)          | Franco Chioccioli (Ita) |

 winnaars · 
roze trui · 
  puntenklassement · 
  bergklassement · 
 jongerenklassement · 
 intergiro · 
 ploegenklassement · 
 strijdlust · 
 zwarte trui
Giro d'Italia Next Gen · Giro Donne · Cima Coppi
 Belgische rozetruidragers · etappewinnaars
 Nederlandse rozetruidragers · etappewinnaars
Mannen:
1909 · 
1910 · 
1911 · 
1912 · 
1913 · 
1914 · 
1919 · 
1920 · 
1921 · 
1922 · 
1923 · 
1924 · 
1925 · 
1926 · 
1927 · 
1928 · 
1929 · 
1930 · 
1931 · 
1932 · 
1933 · 
1934 · 
1935 · 
1936 · 
1937 · 
1938 · 
1939 · 
1940 · 
1946 · 
1947 · 
1948 · 
1949 · 
1950 · 
1951 · 
1952 · 
1953 · 
1954 · 
1955 · 
1956 · 
1957 · 
1958 · 
1959 · 
1960 · 
1961 · 
1962 · 
1963 · 
1964 · 
1965 · 
1966 · 
1967 · 
1968 · 
1969 · 
1970 · 
1971 · 
1972 · 
1973 · 
1974 · 
1975 · 
1976 · 
1977 · 
1978 · 
1979 · 
1980 · 
1981 · 
1982 · 
1983 · 
1984 · 
1985 · 
1986 · 
1987 · 
1988 · 
1989 · 
1990 · 
1991 · 
1992 · 
1993 · 
1994 · 
1995 · 
1996 · 
1997 · 
1998 · 
1999 · 
2000 · 
2001 · 
2002 · 
2003 · 
2004 · 
2005 · 
2006 · 
2007 · 
2008 · 
2009 · 
2010 · 
2011 · 
2012 · 
2013 · 
2014 · 
2015 · 
2016 · 
2017 · 
2018 · 
2019 · 
2020 · 
2021 · 
2022 · 
2023 · 
2024 · 
2025
Vrouwen:
1988 · 
1989 · 
1990 · 
1991 ·
1992 ·
1993 · 
1994 · 
1995 · 
1996 · 
1997 · 
1998 · 
1999 · 
2000 · 
2001 · 
2002 · 
2003 · 
2004 · 
2005 · 
2006 · 
2007 · 
2008 · 
2009 · 
2010 · 
2011 · 
2012 ·
2013 · 
2014 ·
2015 ·
2016 ·
2017 ·
2018 ·
2019 ·
2020 ·
2021 ·
2022 ·
2023 ·
2024 ·
2025